# Piazzale Michelangelo
(Leonardo Pieraccioni, Firenze)
Piazzale Michelangelo a Firenze rappresenta il più famoso punto di osservazione del panorama cittadino, riprodotto in innumerevoli cartoline e meta obbligata dei turisti in visita alla città.

## Storia e descrizione
Fu realizzato dal 1869 su disegno dell'architetto Giuseppe Poggi su una collina appena a sud del centro storico, a completamento dei lavori di riqualificazione della riva sinistra dell'Arno. In quegli anni, infatti, Firenze era capitale d'Italia e tutta la città era impegnata in un rinnovamento urbanistico, il cosiddetto Risanamento, ovvero la rinascita borghese della città: furono creati i lungarni; sulla riva destra, al posto delle mura trecentesche, furono aperti i viali di circonvallazione alla maniera dei boulevard; sulla riva sinistra fu tracciato, snodandosi sulla collina di San Miniato, il Viale dei Colli, una via panoramica alberata lunga 8 chilometri, al cui culmine fu realizzato il piazzale, quale terrazza panoramica privilegiata sulla città. La cronaca della rapida costruzione di quest'ultima impresa ci è stata particolareggiatamente descritta dal giornalista italiano Pietro Coccoluto Ferrigni (noto con lo pseudonimo di Yorick) che non manca di riferire come una parte dei fiorentini si dispiacesse "per l'eccessiva spesa" della costruzione.
Fra il 1890 e il 1935 l'area ospitò i binari della tranvia del Chianti, che collegava Firenze con San Casciano in Val di Pesa e Greve in Chianti. La piazza, dedicata al grande artista rinascimentale Michelangelo, presenta le copie di alcune sue famose opere conservate a Firenze: il David e le quattro allegorie delle Cappelle Medicee di San Lorenzo. Queste copie sono realizzate in bronzo, mentre gli originali sono tutti in marmo bianco. Il monumento fu portato su da nove paia di buoi il 25 giugno 1873. Il Poggi disegnò anche la loggia in stile neoclassico che domina l'intera terrazza e che oggi ospita un ristorante panoramico. In origine avrebbe dovuto ospitare un museo di opere di Michelangelo, mai realizzato. Nel muro della balconata, posta sotto la loggia, vi è un'epigrafe a caratteri cubitali che ricorda la sua opera: Giuseppe Poggi architetto fiorentino volgetevi attorno ecco il suo monumento MCMXI.
Il panorama abbraccia il cuore di Firenze, dal Forte Belvedere a Santa Croce passando per i lungarni e i ponti di Firenze in sequenza, soprattutto il Ponte Vecchio; spiccano il Duomo, il Palazzo Vecchio, il Bargello e il campanile ottagonale della Badia Fiorentina, senza dimenticare le colline opposte a nord della città con al centro Fiesole e Settignano. Sorge a 104 metri sul livello del mare. Al Piazzale si può accedere in auto percorrendo l'alberato Viale Michelangelo, realizzato in quegli stessi anni, oppure a piedi salendo le scalinate monumentali dette Rampe del Poggi da Piazza Poggi nel quartiere di San Niccolò.

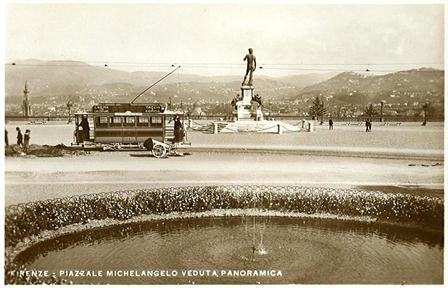
Piazzale Michelangelo con il tram

In passato il piazzale stesso rappresentò un importante snodo della rete tranviaria di Firenze, smantellata completamente entro il 1958: lo stesso era infatti attraversato fin dai primi anni del novecento dalla linea 13 che da Piazza del Duomo attraverso il Ponte alle Grazie e piazza Ferrucci si immetteva sul viale Michelangelo facendo capolinea in Via del Gelsomino, dove era presente un deposito tranviario. Nel 1927, la linea 13 divenne circolare e la si denominò 13 nero con il percorso Piazza Duomo-Piazzale Michelangelo-Porta Romana-Piazza Duomo la circolare inversa era denominata 13 rosso.

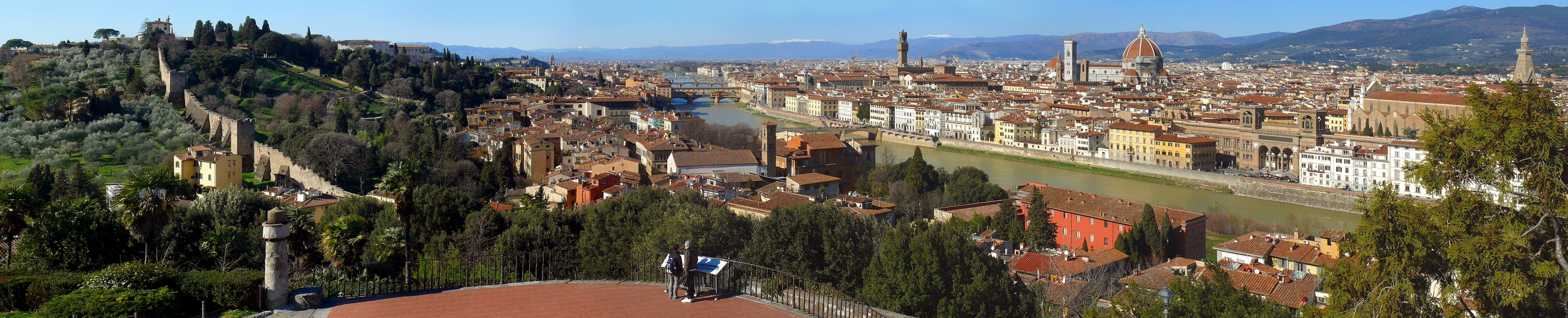
Il panorama da Piazzale Michelangelo